# Hotel de Turistas del Cusco

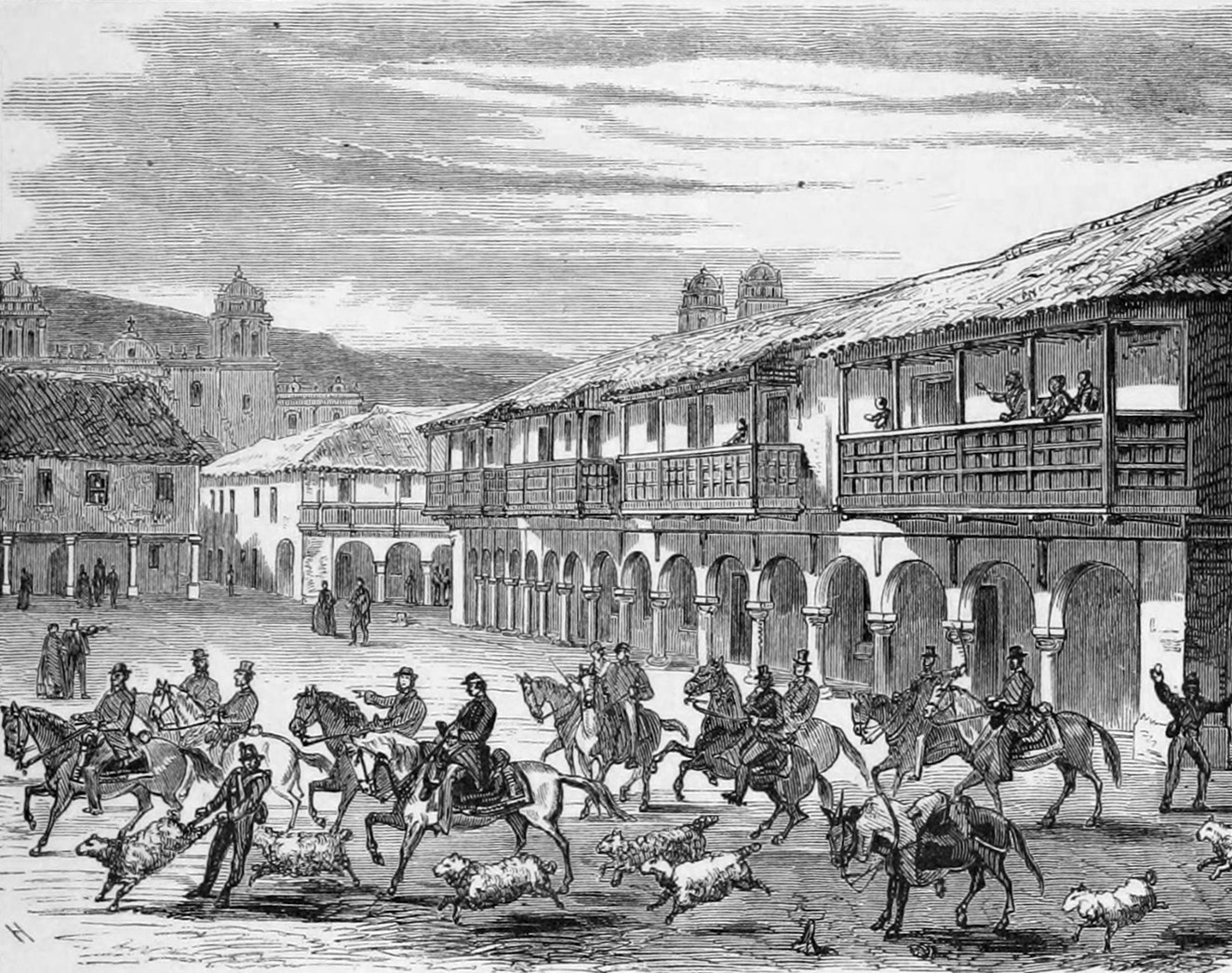
Grabado mostrando los balcones de la primera casa de moneda del Cusco que daban a la Plaza Regocijo

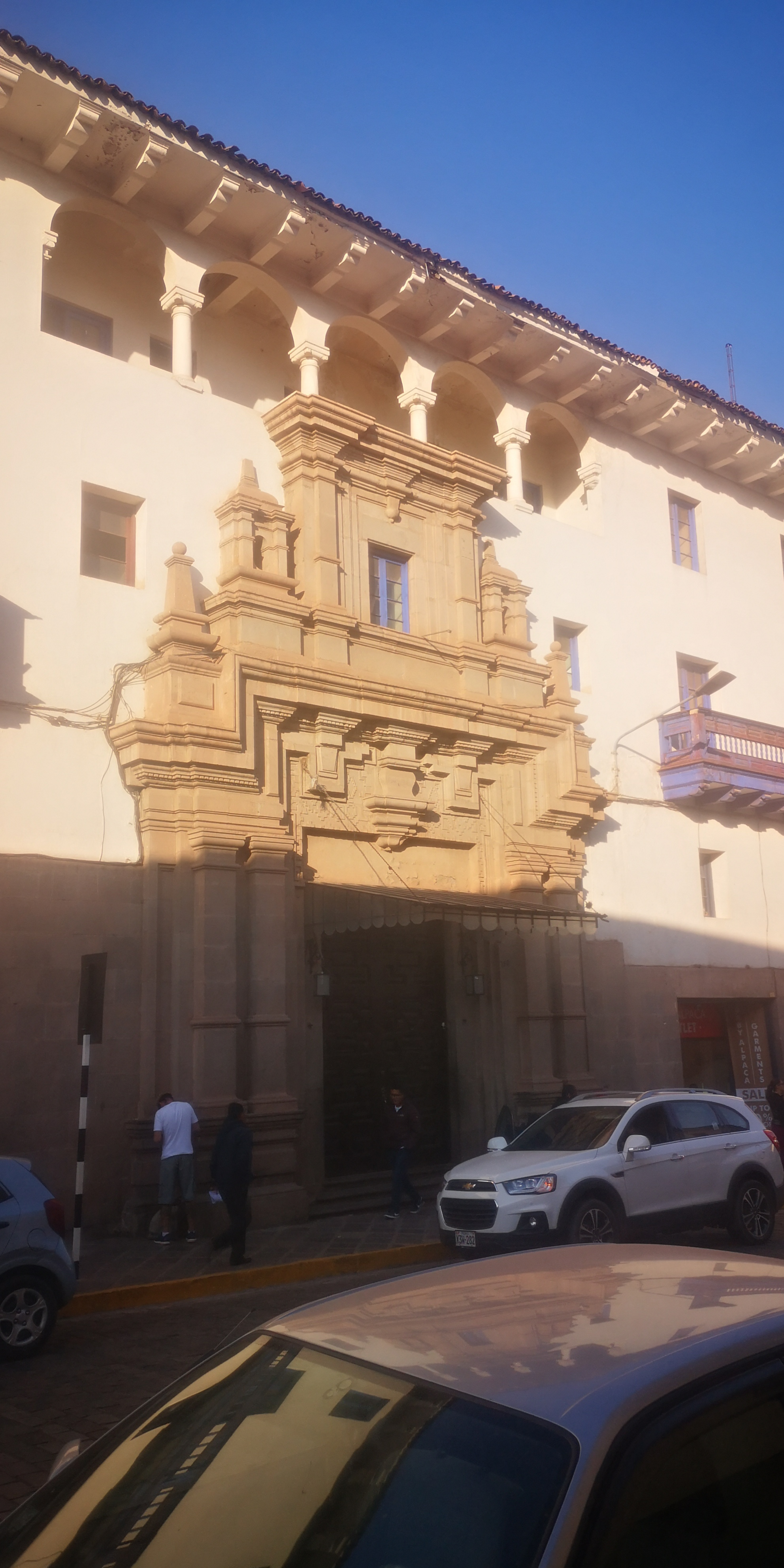
Puerta principal del hotel con miras a la calle Heladeros.

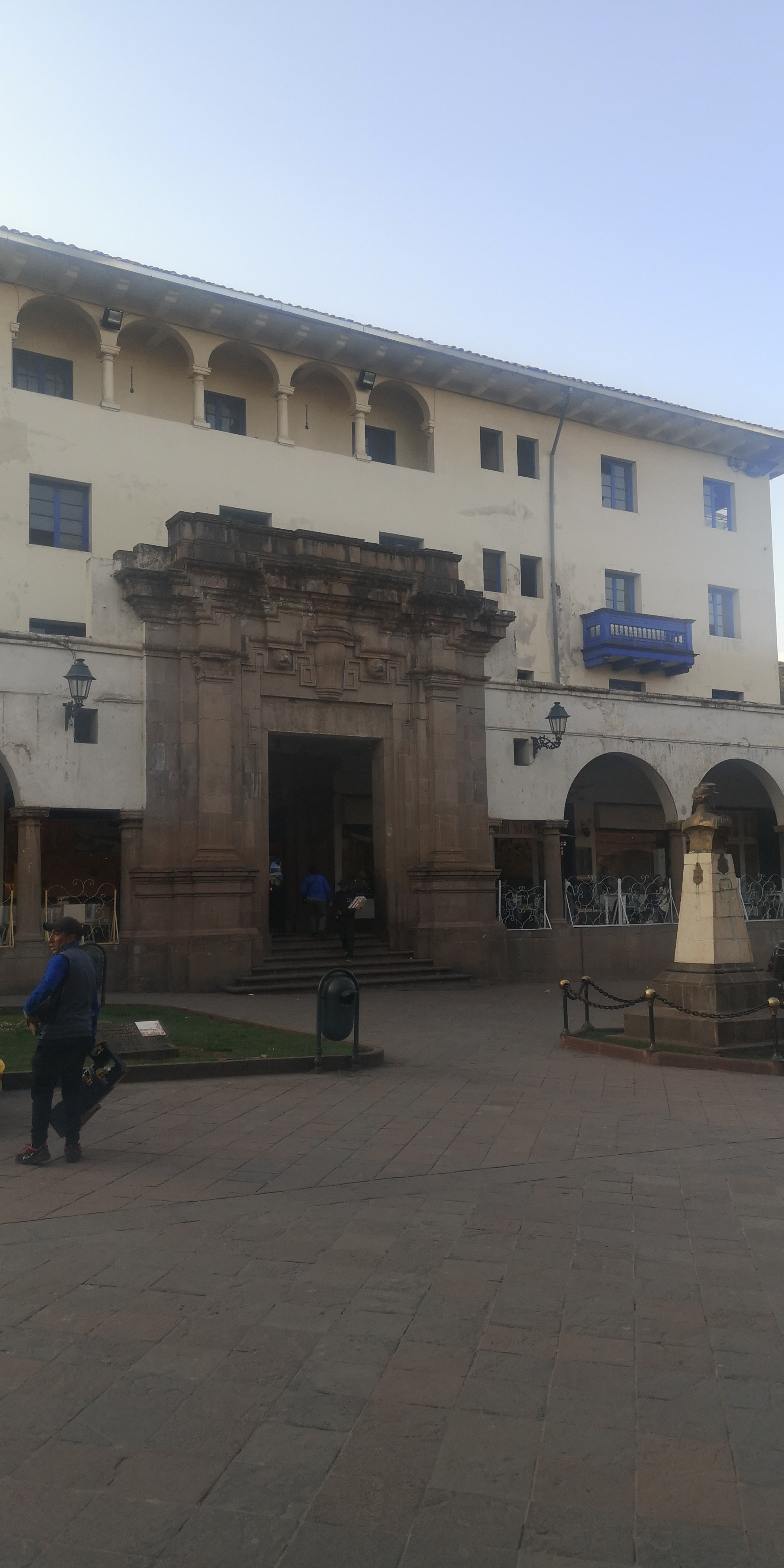
Portada del hotel con miras a la Plazoleta Espinar

El Hotel de Turistas del Cusco es un edificio ubicado en el centro histórico de la ciudad del Cusco, Perú. Actualmente en desuso debido a litigios entre su propietaria, la Sociedad de Beneficencia Pública del Cusco, y la empresa concesionaria del hotel. Se levanta en el mismo solar donde, a fines del siglo XVII se edificó la primera casa de moneda del Cusco por orden del rey Carlos II de España. La construcción actual data del año 1944.

## Historia
Durante la época incaica, el solar que actualmente ocupa el edificio formaba parte del Huacaypata. Luego, con la construcción de los edificios del lado oriental de la actual Plaza de Armas, se estableció la Plaza de Tlanguis que abarcaba desde donde se ubica el Cabildo al norte hasta el Templo de la Merced al sur.

### Primera casa de moneda del Cusco
El 6 de enero de 1683, el rey Carlos II de España expidió la real cédula que ordenó la reapertura de la ceca en la ciudad de Lima como la apertura de una ceca en la ciudad del Cusco. El virrey Melchor de Navarra y Rocafull, Duque consorte de la Palata, mostró ciertas objeciones a esta idea por cuanto pensaba que la existencia de una ceca en el Cusco iba a dar lugar a la falsificación de moneda y demoró su construcción. La autorización a la apertura de la ceca fue respuesta a un pedido de la población cusqueña ante la escasez de moneda menuda pero, contrario a lo esperado por el cabildo del Cusco, la autorización real no fue para acuñar oro y plata sino sólo oro. Este cambio motivó la pérdida de interés de parte de los cabildantes que habían llegado a ofrecer una donación de 25,000 pesos al rey por la casa de moneda. La autorización fue ratificada luego mediante otra cédula del 26 de febrero de 1684.
Ante los reparos del virrey y el desinterés de los cusqueños, la idea quedó paralizada durante varios años. El 13 de diciembre de 1696, fue nombrado Fernando Calderón de la Barca como Justicia Mayor del Cusco mediante carta del rey al Virrey Melchor Portocarrero Lasso de la Vega, Conde de la Monclova, sucesor de Melchor de Navarra y Rocafull, y fue quien impulsó la construcción de la casa de la moneda. Tras un litigio con los padres mercedarios quienes consideraban que el lugar elegido era de su propiedad, Calderón de la Barca impulsó la construcción de la ceca en una ubicación en medio de la Plaza del Cabildo, dando lugar a la reducción de dicha plaza y dando lugar a una plazoleta frente a la entrada de la Iglesia de La Merced. En mayo de 1697 se inició la construcción de esta primera casa de la moneda y se terminó en julio de 1699, dándose por cumplida la orden real el 22 de agosto de 1699. El local de la ceca no sólo incluía los ambientes necesarios para acuñar monedas sino también varias tiendas que iban a ser arrendadas.
No se tiene constancia que esta primera casa de moneda tuviera una gran función. Existen poca evidencia de su labor y, más bien, en comunicaciones del siglo XVIII se hace referencia a su reducida función. Diego de Esquivel y Navia, citado por Eduardo Dargent, señaló que la ceca era una obra inútil y que en 1736 se vendió el establecimiento por remate a un vecino de la ciudad por 5,000 pesos y, en 1744, lo adquirió el convento de la Merced.

### Luego de la Casa de Moneda
Adquirido por la orden mercedaria, el solar mantuvo su uso comercial durante el resto de la colonia y la república. En el siglo XX, existen fotografías que muestran el funcionamiento en ese solar de un hotel (Gran Hotel Colón) en la fachada que daba a la Plaza Regocijo y de un cine-teatro en la fachada que daba hacia la Plazoleta Espinar denominado "Teatro Excelcior".

### El Hotel de Turistas
En 1938, durante el gobierno del general Oscar R. Benavides se lanzó el Plan Hotelero dentro de un fuerte plan de infraestructura nacional promovido por ese gobierno. Este plan asumió el reto de crear infraestructura turística en varias ciudades del Perú ante la falta de albergues en lugares de gran potencial turístico. En 1938, el Ministerio de Fomento convocó a concurso para la construcción del hotel del Cusco, el primero del mencionado plan. Martuccelli señala que Fernando Belaúnde, en aquel entonces connotado arquitecto peruano y que luego ocuparía la presidencia del Perú en dos oportunidades, opinó favorablemente sobre las bases de ese concurso y que constituía "uno de los primeros concursos arquitectónicos realizados con rigurosidad en el Perú".
Según el mismo autor, las bases establecieron un edificio de tres pisos y un sótano y que incluyera servicios sofisticados para la época como cámaras frigoríficas, cajas de seguridad y sala de exposiciones. Las 100 habitaciones del mismo tendrían distinto tamaño y jerarquía. El 15 de julio de 1938, el jurado compuesto por los arquitectos Héctor Velarde y Augusto Guzmán, anunció a los ganadores del concurso: los arquitectos peruanos José Álvarez Calderón y Emilio Harth Terré quienes habían propuesto un edificio neo colonial que podría considerarse dentro del "art-deco indigenista".
El edificio cuenta con dos fachadas literales, además de la principal que da a la Calle Heladeros, y tiene arquerías abiertas en el exterior. En el interior se organiza a través de dos patios. Para su construcción se tuvo que demoler el edificio colonial que albergó la primera casa de moneda del Cusco. Se terminó de construir en 1944 y a su inauguración concurrió el entonces presidente Manuel Prado Ugarteche
En 1989, mediante Resolución Jefatural N° 009-89-INC/J del 12 de enero de ese año y publicada el 26 de abril del mismo año, se declaró este edificio como monumento histórico nacional del Perú.

## En la cultura popular
El Hotel de Turistas se convirtió en un edificio icónico de la ciudad al estar ubicado en el corazón del centro histórico del Cusco. En él se alojaron, y se filmaron algunas escenas, de la película El secreto de los incas protagonizada por el actor estadounidense Charlton Heston y la cantante peruana Yma Súmac.
Asimismo, por su forma geométrica, el edificio fue llamado popular como El Cuadro.

#### Libros y publicaciones
- Mendoza, Zoila (2006). Crear y sentir lo nuestro: folclor, identidad regional y nacional en el Cuzco, siglo XX (Primera edición). Lima: Fondo Editorial de la PUCP. ISBN 9972-42-770-6.

- Datos: Q42829248
- Multimedia: Hotel de Turistas del Cusco / Q42829248